# Atopsyche hidalgoi
Atopsyche hidalgoi är en nattsländeart som beskrevs av Oliver S. Flint Jr. 1967. Atopsyche hidalgoi ingår i släktet Atopsyche och familjen Hydrobiosidae. Inga underarter finns listade i Catalogue of Life.